# 宮ノ本遺跡
宮ノ本遺跡（みやのもといせき）は、福岡県太宰府市向佐野三丁目・大佐野四丁目にある奈良時代から平安時代にかけての墳墓遺跡。福岡県指定史跡に指定されている。また、出土品は太宰府市の有形文化財。

## 概要
1979年（昭和54年）に小学校の建設予定地であった丘陵の南斜面から火葬墓・木棺土葬墓それぞれ2基、計4基が発見された。特に既存の4号基の上に造営されていた1号基（火葬墓）からは道教の影響を受けて日本でも製作されていた買地券が出土されている（宮ノ本遺跡出土買地券）。その後の調査によって、100基以上の墳墓が確認されている。その中には官人のものと思われる墓も多く、買地券の出土とともに大宰府から西南2.3キロメートルという距離的な近さが関係していると考えられている。
買地券が出土した1号墓は、県の史跡として太宰府市立太宰府西小学校の敷地内に保存されている。